# 1931 في فلسطين الانتدابية
أحداث عام 1931 في الانتداب البريطاني على فلسطين.

## أصحاب المناصب
- المفوض السامي- السير جون المستشار حتى 20 نوفمبر؛ السير آرثر جرينفيل واشوب.
- أمير شرق الأردن- عبد الله بن الحسين.
- رئيس وزراء شرق الأردن - حسن خالد أبو الهدى حتى 22 شباط. ثم خلفه عبد الله بن عبد الرحمن سراج

## الأحداث
- وفقًا للإحصاءات الرسمية، كان هناك 4075 مهاجرًا يهوديًا خلال عام 1931.[1]
- 5 كانون الثاني (يناير)- انتخابات مجلس النواب اليهودي الثالثة.
- 10 نيسان/ أبريل- تأسيس المجموعة شبه العسكرية الصهيونية المسلحة "التصحيحية" اليمينية (بمعنى "المنظمة" وهي صيغة قصيرة للاسم الكامل "المنظمة العسكرية الوطنية"، والتي يُنطق اختصارها بالعبرية "إتسل") من قبل أبراهام تيهومي مع عدد من قادة الهاغاناه السابقين. كان المؤسسون قد تركوا الهاغاناه بسبب اعتراضهم على السياسة الرسمية لضبط النفس، التي فرضها القادة السياسيون اليهود (الذين أصبحوا يسيطرون بشكل متزايد على الهاغاناه) على الميليشيا، وطالبوا باتخاذ إجراءات أكثر حسمًا ضد العرب الصاعد. العنف الذي استهدف اليهود الفلسطينيين.
- 11 أبريل- قتل ثلاثة من أعضاء كيبوتس ياغور على يد مجموعة عربية محلية.
- 18 تشرين الثاني (نوفمبر)- إجراء التعداد السكاني لفلسطين عام 1931 من قبل سلطات الانتداب تحت إشراف الرائد إي ميلز.
- 22 كانون الأول (ديسمبر)- مقتل عضوين من ناهالا موشاف، رجل وابنه، عندما ألقيت قنبلة على منزلهما. يُنسب الهجوم إلى أعضاء مجموعة الكف السوداء.

### تواريخ غير معروفة
- تأسيس الكيبوتس عين هحوريش من قبل أعضاء هشومير هاتزاير من أوروبا الشرقية الذين استردوا الأرض.

## الولادات البارزة
- 17 كانون الثاني (يناير)- يعقوب جيل، سياسي إسرائيلي (توفي عام 2007)
- 13 شباط/ فبراير: عساف ياغوري سياسي وجندي إسرائيلي (توفي عام 2000)
- 8 آب/ أغسطس: يهوشوا ماتزا، سياسي إسرائيلي (توفي عام 2020)
- 16 مايو- جولا زيلبرمان، فنانة فنزويلية فلسطينية من أصل يهودي
- 24 مايو- إليعازر غولدبرغ، رجل قانون إسرائيلي، قاضٍ في المحكمة العليا الإسرائيلية ومُراقب الدولة السابق لإسرائيل (توفي عام 2022).
- 5 أيلول/ سبتمبر- أمنون روبنشتاين، باحث في القانون وسياسي وكاتب عمود إسرائيلي.
- 20 أيلول- هايا هاراريت ممثلة إسرائيلية (توفيت عام 2021)
- 21 أيلول/ سبتمبر- شموئيل أورباخ، الحاخام الإسرائيلي الحريدي وبوسيك (توفي 2018)
- 8 تشرين الأول (أكتوبر)- سارة كيشون، موسيقية ومؤلفة وجامعة فنون إسرائيلية (توفت 2002)
- 27 تشرين الأول- شالوم كوهين، حاخام إسرائيلي ومدرسة روش الدينية، الزعيم الروحي لحزب شاس
- 17 تشرين الثاني- سياسية إسرائيلية أميرة سرتاني
- 27 تشرين الثاني (نوفمبر)- يعقوب زيف، عالم كمبيوتر إسرائيلي
- التاريخ الكامل غير معروف
  - ميشال هارئيل، ملكة جمال إسرائيلية (توفيت عام 2012)
  - نعيم عطا الله، رجل أعمال وكاتب عربي فلسطيني.
  - روث هورام، رسامة ونحاتة إسرائيلية
  - إبراهيم كاتز، سياسي إسرائيلي
  - فاروق القدومي، عربي فلسطيني، عضو بارز في حركة فتح.
  - شاؤول فوغيل، عالم رياضيات إسرائيلي (توفي عام 2020)
  - طه محمد علي، شاعر عربي إسرائيلي (توفي 2011).
  - رام كرمي، مهندس معماري إسرائيلي (توفي عام 2013)

## الوفيات

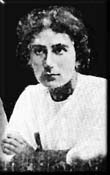
راشيل بلوشتاين

- 16 نيسان/ أبريل- تُوفيت راشيل بلوشتاين (يشار إليها عادة باسم "راشيل الشاعرة") (مواليد 1890)، شاعرة فلسطينية يهودية روسية المولد.